# Пашковцы (Староконстантиновский район)
Пашковцы (укр. Пашківці) — село в Староконстантиновском районе Хмельницкой области Украины.
Через село протекает река Икопоть.
Население по переписи 2001 года составляло 1323 человек. Почтовый индекс — 31124. Телефонный код — 3854. Занимает площадь 2,68 км². Код КОАТУУ — 6824286401.

## Местный совет
31124, Хмельницкая обл., Староконстантиновский р-н, с. Пашковцы

## Галерея

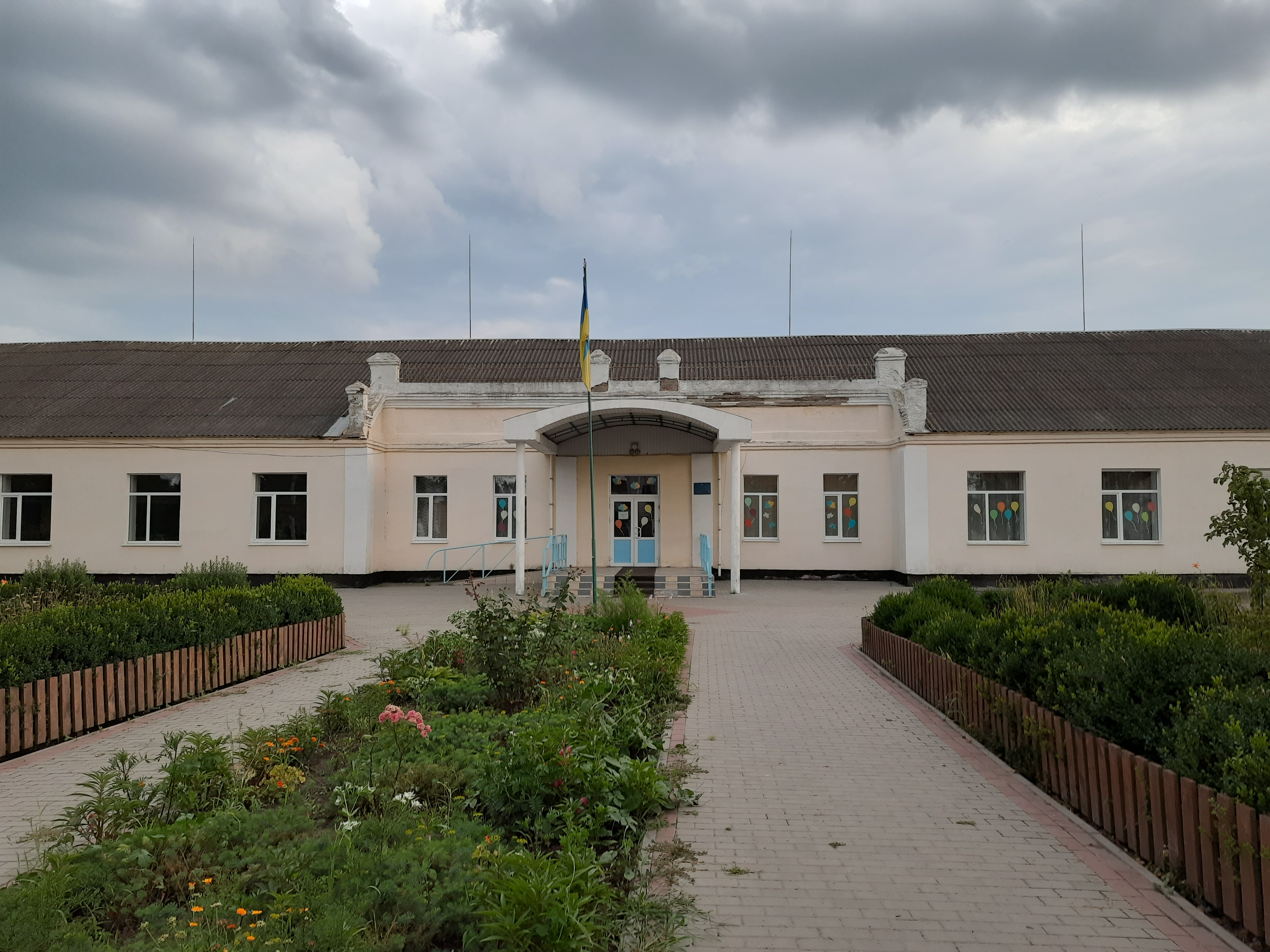
Школа
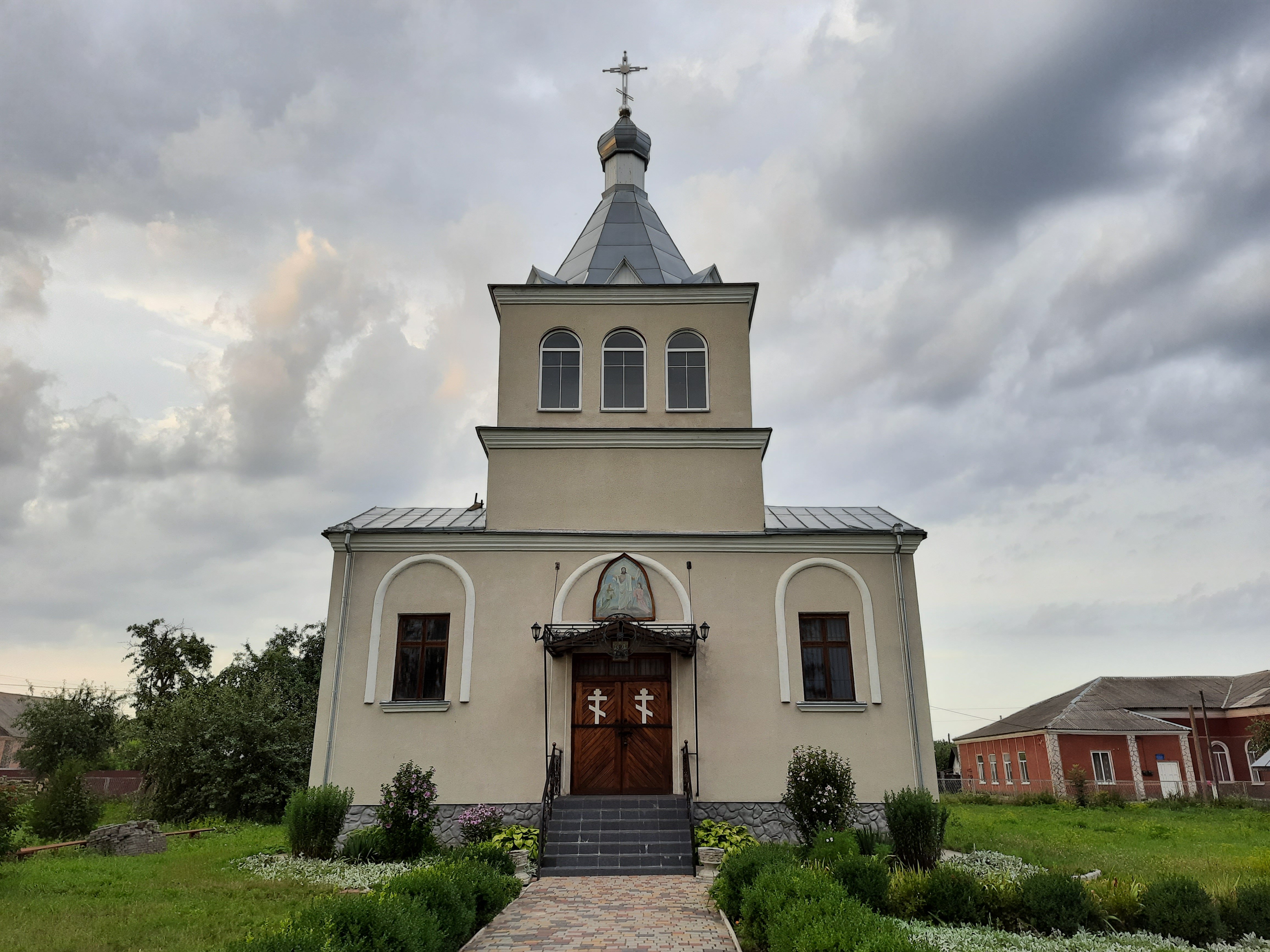
Церковь в селе